# Боголепов, Николай Николаевич
Николай Николаевич Боголепов (род. 30 ноября 1933 года) — советский и российский невропатолог, нейроморфолог, академик РАН (2013), сын советского невропатолога, академика АМН СССР Н. К. Боголепова (1900—1980).

## Биография
Родился 30 ноября 1933 года в Москве в семье врачей-невропатологов, отец — Николай Кириллович Боголепов (1900—1980) — советский невропатолог, доктор медицинских наук, профессор, академик АМН СССР, Герой Социалистического Труда (1970).
В 1957 году — с отличием окончил 1-й Московский медицинский институт имени И. М. Сеченова, после чего поступает в аспирантуру НИИ мозга АМН СССР (сейчас это отдел Научного центра неврологии), где в дальнейшем прошел путь от аспиранта до директора института (с 1970 по 1982 годы и с 1992 по 1994 годы — заместитель директора по научной работе, с 1995 по 2005 годы — директор).
В 1961 году — защитил кандидатскую диссертацию, тема: «Онтогенез ретикулярной формации и некоторых ядер черепно-мозговых нервов продолговатого мозга и варолиева моста человека».
В 1967 году — защитил докторскую диссертацию, тема: «Субмикроскопическая морфология синапсов».
С 1967 года — руководитель созданной им лабораторией ультраструктуры мозга.
В 1972 году — присвоено ученое звание профессора.
В 1988 году — избран членом-корреспондентом АМН СССР.
В 1999 году — избран академиком РАМН.
В 2013 году — избран академиком РАН (в рамках присоединения РАМН и РАСХН к РАН).
После того, как в 2005 году НИИ мозга РАМН вошел в состав Научного центра неврологии РАМН - заведует лабораторией ультраструктуры и цитохимии мозга.

## Научная деятельность
Один из ведущих нейроморфологов, работающим в области ультраструктуры ЦНС.
Особую значимость имеют его работы по синапсоархитектонике больших полушарий и подкорковых образований мозга, в которых рассматриваются вопросы классификации синапсов, закономерности развития, механизмы повреждения и пластичности межнейрональных связей. Изучение процесса созревания синапсов в коре головного мозга позволило ему выявить роль генетических и средовых факторов в формировании синапсоархитектоники. Исследования цитоархитектоники онтогенетического материа- ла легли также в основу созданной Н. Н. Боголеповым классификации ядер ретикулярной формации мозгового ствола.
Изучение динамики повреждений ультраструктуры нервных клеток и синапсов при гипоксии послужило основой для понимания механизмов функциональной и органической асинапсии при различных формах патологии мозга.
Большое теоретическое и практическое значение имеют его труды по изучению изменений ультраструктуры нейронов и межнейрональных связей при цереброваскулярной патологии (гипоксия мозга) и морфинной интоксикации.
Сформулировал гипотезу о структурных механизмах формирования физической зависимости от наркотика.
Монография «Морфинизм» (1984), подготовленная совместно с Г. В. Морозовым, была удостоена в 1987 г. премии Президиума АМН имени В. Н. Бехтерева.
Автор 350 научных публикаций, в том числе 12 монографий.
Под его руководством защищено 27 кандидатских и 6 докторских диссертаций.

### Научно-организационная деятельность
- в 1964 году был избран и до сих пор является членом Президиума Правления Всесоюзного общества анатомов, гистологов и эмбриологов.
- член редколлегии и редакционных советов журналов «Морфология», «Журнал неврологии и психиатрии им С. С. Корсакова», «Российский морфологический вестник», «Анналы клинической и экспериментальной неврологии».
- с 1978 по 1992 годы — член экспертного совета Высшей аттестационной комиссии СССР
- почётный член общества Пуркинье, членом Международной организации исследования мозга (IBRO), членом Координационного совета Международной ассоциации морфологов СНГ.

## Избранные труды
- Книга «Электронная микроскопия мозга» (1967, написана совместно с С. А. Саркисовым) была одной из первых крупных отечественных работ, посвященных ультраструктуре мозга.
- Книги «Болезни мозга» (1982, совместно с Е. И. Гусевым и Г. С. Бурдом) и «Ультраструктура мозга при гипоксии» (1983) переведены на английский язык.
- Атлас «Цитоархитектоника продолговатого мозга, варолиева моста и среднего мозга крысы» (2002, в соавт. с В. В. Чучковым и др.) была высоко оценена экспериментаторами, работающими с мозгом лабораторных животных.

## Награды
- Значок «Отличнику здравоохранения»